# Bolsa de Oslo
La Bolsa de Oslo (en noruego: Oslo Børs) es una bolsa de valores localizada en Oslo, capital de Noruega.
Fue fundada en 1819 para negociar barcos, monedas extranjeras, productos y otros bienes. En 1881 la Bolsa de Valores de Oslo comenzó a negociar acciones. 
Desde 1999, es completamente electrónica y desde 2001 la Bolsa de Valores de Oslo es una empresa de capital abierto.
El OBX, una relación de las 25 compañías abiertas de Noruega cuyos papeles tienen mayor liquidez, es el índice financiero más importante de la Bolsa de Valores de Oslo.